# Blind Love
Pour plus de détails, voir Fiche technique et Distribution.
Blind Love (ou A Blind Love) est un film muet réalisé par David W. Griffith. Il est sorti le 12 septembre 1912 aux États-Unis.

## Fiche technique
- Titre : Blind Love ou A Blind Love
- Réalisation : David W. Griffith
- Scénario : Maie B. Havey
- Studio de production : Biograph Company
- Distribution : The General Film Company
- Pays : États-Unis
- Format : Noir et blanc - 1,37:1 - Format 35 mm
- Langue : film muet intertitres anglais
- Genre : Drame
- Durée : 9 minutes 20 secondes
- Date de sortie :
  - États-Unis : 12 septembre 1912

## Distribution
Source principale de la distribution :
- Blanche Sweet : la jeune femme
- Harry Hyde : son mari
- Edward Dillon : le jeune homme
- Hector Sarno : un Bohémien
- W. Chrystie Miller : le père du jeune homme
- Kate Toncray : la femme du pasteur
- William J. Butler
- Joseph McDermott : le docteur
- Alfred Paget : un policier
- Frank Evans
- Kathleen Butler
- John T. Dillon
- Walter P. Lewis
- W.C. Robinson
- Charles West